# Prix littéraires du Gouverneur général 1949
Liste des Prix littéraires du Gouverneur général pour 1949, chacun suivi du gagnant.

## Anglais
- Prix du Gouverneur général : romans et nouvelles de langue anglaise : Philip Child, Mr. Ames Against Time.
- Prix du Gouverneur général : poésie ou théâtre de langue anglaise : James Reaney, The Red Heart.
- Prix du Gouverneur général : études et essais de langue anglaise : Hugh MacLennan, Cross-country et R. MacGregor Dawson, Democratic Government in Canada.
- Prix du Gouverneur général : littérature jeunesse de langue anglaise - texte : R.S. Lambert, Franklin of the Arctic.